# Траосталос
Траосталос (греч. Τραόσταλος — минойское высокогорное святилище на востоке Крита, относится к среднеминойскому I-II периоду (MM I-II) .

## Археология
Впервые святилище было раскопано в 1963—1964 годах Костисом Даварасом (Kostis Davaras). В 1978 году Даварас возобновил раскопки. С апреля по октябрь 1995 года проходила экстренная спасательная экспедиция под началом Стеллы Криссоулаки (Stella Chryssoulaki).
Кроме типичных для подобных святилищ глиняных фигурок людей и животных, раскопки имели и примечательные результаты. Так, была обнаружена женская фигурка с распухшей ногой (вероятно, вотивного назначения, ок. 1700 года до н. э.) и глиняные мужские фигурки с «петушиными гребнями», похожие на один из знаков Фестского диска. Все фигурки людей не превышают 20 см в высоту, большинство из них стоят в полный рост (некоторые на подставках), но есть и в сидячем положении, в том числе на тронах. Среди прочих находок керамические лодки и каменные алтари.